# Aimée Sommerfelt
Aimée Sommerfelt eller Nicoline Aimée Sommerfelt (født 2. april 1892, død 7. august 1975) var en norsk forfatter af børnebøger og oversætter.
Sommerfelt blev født i Kristiania, norge, datter af Henrik Arnold Thaulow Dedichen (1863-1935) og Antoinette (Toinon) Pauline Marie Nyblin (1861-1941). Faren var en kendt psykiater af slægten Dedichen og Thaulow. Efter at vokse op på Trosterud i Oslo og sine uddannelse til oversætter i Paris, blev Aimée i 1919 gift med sprogprofessor Alf Sommerfelt (1892-1965).
Aimée Sommerfelt debuterede i 1934 og blev kendt for en række børnebøger. I ungdomsromanen Lisbeth fra 1941 er den handling, der tilføjede, at Krigen med Sverige 1808-1809 med en camoufleret underliggende tema om besættelse og modstand. Ung front fra 1945 blev rost for at give et realistisk billede af de unge i krigstid. Flere af hendes bøger fra 1950'erne og 1960'erne beskæftiger sig med diskrimination, ulands- og solidaritetsproblematik. Især Vejen til Agra fra 1959 blev populær, også uden for Norge. I 1970'erne var hun den første norske forfatter, der skrev en børnebog om de nye indvandrere. Hun skrev også en masse om piger, der var anderledes, og som tør at komme op og ud frem her i verden. Ikke mindst skrev hun spændende bøger, at det var let for publikum at leve i.
Sommerfelt blev populær i Barnetimen for de mindste i radioen. Hendes bøger er blevet oversat til 27 sprog. Sommerfelt blev belønnet med Kultur og kirkedepartementets litteraturpris for børn og unge på hele seks gange. Hun har også modtaget flere udenlandske priser.